# 大溝藩
大溝藩（おおみぞはん）は、近江国高島郡の大溝陣屋（現在の滋賀県高島市勝野）に藩庁を置いた藩。1619年に外様大名の分部氏が2万石で入封し、1871年に廃藩置県に先立って自ら廃藩するまで、250年あまり存続した。

## 歴史

### 前史

#### 大溝
大溝は高島平野南端の琵琶湖岸に位置し、湖上交通と陸上交通（西近江路）の要衝の地とされる。戦国時代の終わり、織田信長の甥で高島郡の支配に当たった津田信澄は大溝城を築き、城下や街道、大溝湊を整備した。信澄が行った町割りは、のちの大溝城下町の基盤となっている。天正10年（1582年）に信澄が殺害されて以降、大溝の領主は頻繁に交替した。慶長8年（1603年）には甲賀郡水口城建設のために大溝城の資材が転用された。

#### 分部氏
分部氏は伊勢国安濃郡分部村（現在の三重県津市分部）を発祥地とする一族で、伊勢北部の有力国衆であった長野氏に仕えていた。分部光嘉は長野家を継いだ織田信包（織田信長の弟）に仕え、伊勢上野城（現在の津市河芸町上野）の城主として豊臣政権のもとで独立した大名の地位を確立した。光嘉は関ヶ原の戦いに際して東軍に味方し、安濃津城の籠城戦で奮戦したことにより、戦後に加増を受けて伊勢上野藩2万石の近世大名となった。光嘉の跡は養子の分部光信（光嘉の外孫）が継ぎ、大坂の陣において武功を立てている。

### 江戸時代前期

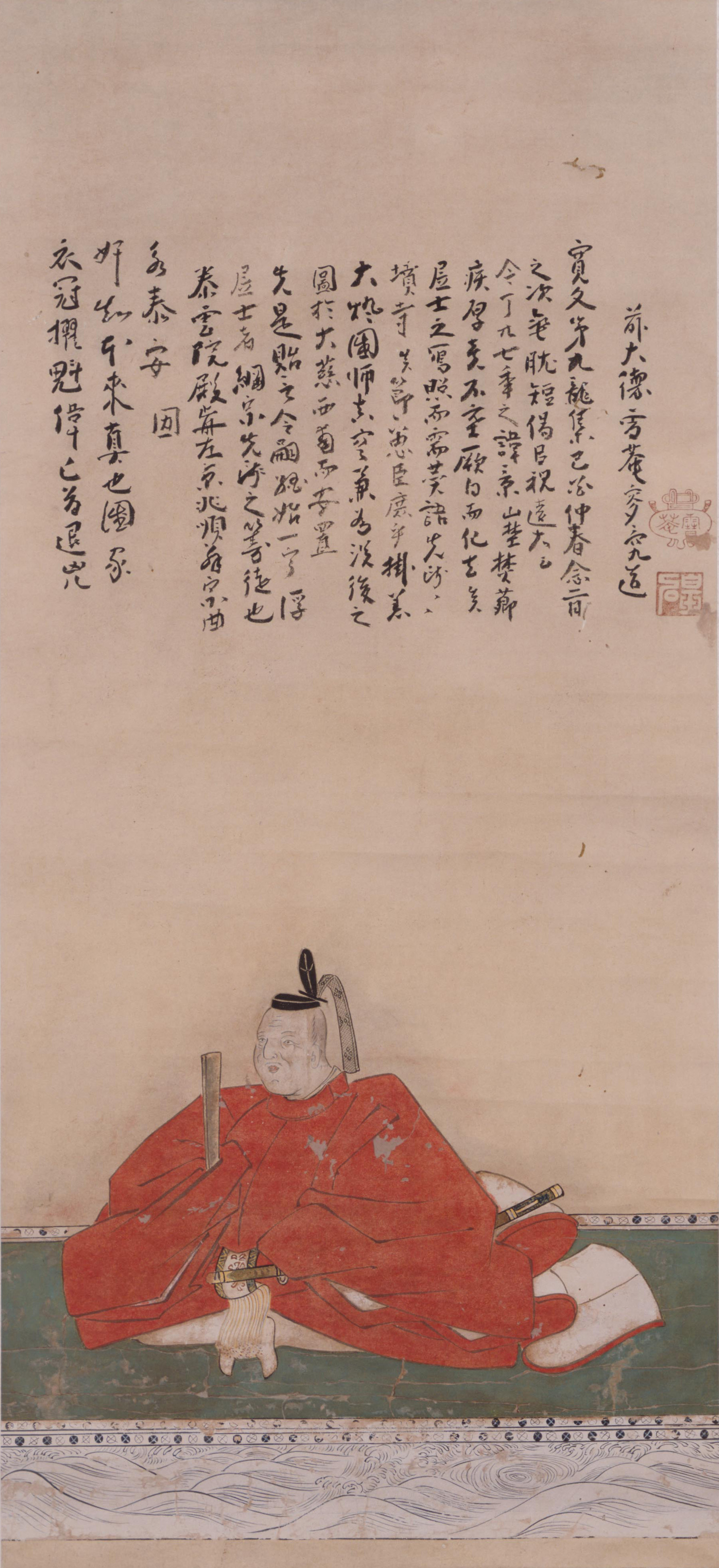
初代藩主・分部光信

元和5年8月27日（1619年10月4日）、分部光信（光嘉の養子）は伊勢国内2万石の領地を近江国高島郡・野洲郡内に移され、大溝を居所とした。これにより大溝藩が立藩した。分部家の近江への移封を「大坂の陣の恩賞」とする説明もあるが、紀州藩の成立により伊勢国内の領地が再編された余波ともされる。
光信は、大溝城跡の一角に大溝陣屋を築いて藩政の拠点とするとともに、津田信澄が整備した城下町の町割りをもととして近世的城下町を整備した（#陣屋と陣屋町参照）。また、大溝湊を拡張した。
寛永20年（1643年）に光信が死去して子の分部嘉治が跡を継いだが、明暦4年（1658年）に妻（備中松山藩主池田長常の娘）の叔父に当たる池田長重と刃傷沙汰となり死亡するという事件が発生する。子の分部嘉高が幼少で家督を継いだが、寛文2年（1662年）には寛文近江・若狭地震、寛文6年（1666年）には洪水に見舞われた。嘉高は寛文7年（1667年）に嗣子無く没した。
第4代藩主として、嘉高の母の縁戚に当たる分部信政（旗本池田長信の子。池田長常の孫）が養嗣子として迎えられた。寛文9年（1669年）5月には大洪水により高島郡一帯に被害が出たが、大溝藩領でも1万石の損毛を受け、幕府の御蔵米3000石を拝借して切り抜けている。延宝4年（1676年）5月にも大洪水に見舞われて1万3000石が徴収できず、それによって参勤交代の免除を幕府に願い出ているほどの財政破綻状態に陥っている。

### 江戸時代中・後期
度重なる災害に加え、大坂加番などを課せられたことで、藩財政は江戸時代中期頃になると火の車となった。6代藩主分部光命の時代には、延享4年（1747年）と寛延2年（1749年）の2度にわたり大溝城下が大火に見舞われた。
天明5年（1785年）に藩主となった第8代・分部光実は「中興の英主」とも評される。光実は藩校「修身堂」を開設するとともに、財政改革を断行した。ただし光実の財政改革については「効果は限られたもの」といった評価がある。
第11代藩主・分部光貞のときに幕末期の動乱を迎えた。文久3年（1863年）の八月十八日の政変において、光貞は自ら兵を率いて京都の守備に当たった。光貞は版籍奉還の翌年に死去し、子の分部光謙が9歳で知藩事を継ぐ。しかし藩財政は極めて悪化しており、大溝藩は明治4年（1871年）7月の廃藩置県に先立って廃藩願いを出して受理された。大溝藩は廃藩となり、大津県に編入された。
なお、光謙はその後競馬に傾倒して家産を浪費し、爵位（子爵）を返上するなど浮沈の多い人生を送った。後半生は旧領大溝に暮らし、1944年（昭和19年）11月29日に死去した。幕末・明治維新期を生きた大名（藩知事を含んだ場合）としては最後まで生きた人物である。

## 歴代藩主
分部家
外様。2万石。
1. 分部光信（みつのぶ）【元和5年（1619年）8月27日藩主就任－寛永20年（1643年）2月22日死去】
2. 分部嘉治（よしはる）【寛永20年3月26日藩主就任－明暦4年（1658年）7月10日殺害】
3. 分部嘉高（よしたか）【万治元年（1658年）閏12月2日藩主就任－寛文7年（1667年）6月12日死去】
4. 分部信政（のぶまさ）【寛文7年8月28日（または27日）藩主就任－正徳4年（1714年）6月23日隠居】
5. 分部光忠（みつただ）【正徳4年6月23日藩主就任－享保16年（1731年）3月14日死去】
6. 分部光命（みつなり）【享保16年5月6日藩主就任－宝暦4年（1754年）9月7日隠居】
7. 分部光庸（みつつね）【宝暦4年9月7日藩主就任－天明5年（1785年）3月10日隠居】
8. 分部光実（みつざね）【天明5年3月10日藩主就任－文化5年（1808年）4月14日死去】
9. 分部光邦（みつくに）【文化5年6月15日藩主就任－文化7年（1810年）9月22日（または27日）死去】
10. 分部光寧（みつやす）【文化7年11月19日藩主就任－天保2年（1831年）3月10日隠居】
11. 分部光貞（みつさだ）【天保2年3月10日藩主就任－明治3年（1870年）4月12日死去】
12. 分部光謙（みつのり）【明治3年7月28日藩知事就任－明治4年（1871年）6月23日辞任】

## 領地

### 幕末の領地
- 近江国
  - 野洲郡のうち - 4村
  - 高島郡のうち - 33村

大溝への入封以来廃藩まで、領地にはほとんど変動はない。領地は2郡37か村にまたがり、野洲郡には約3000石が存在していた。37か村の半ばは、他領との入組支配地（相給）であった。これら相給の村では、年貢率の決定、用水権、治水上の負担などにおいて領主間の調整が必要であり、時として対立に陥ることもあった。

### 陣屋と陣屋町

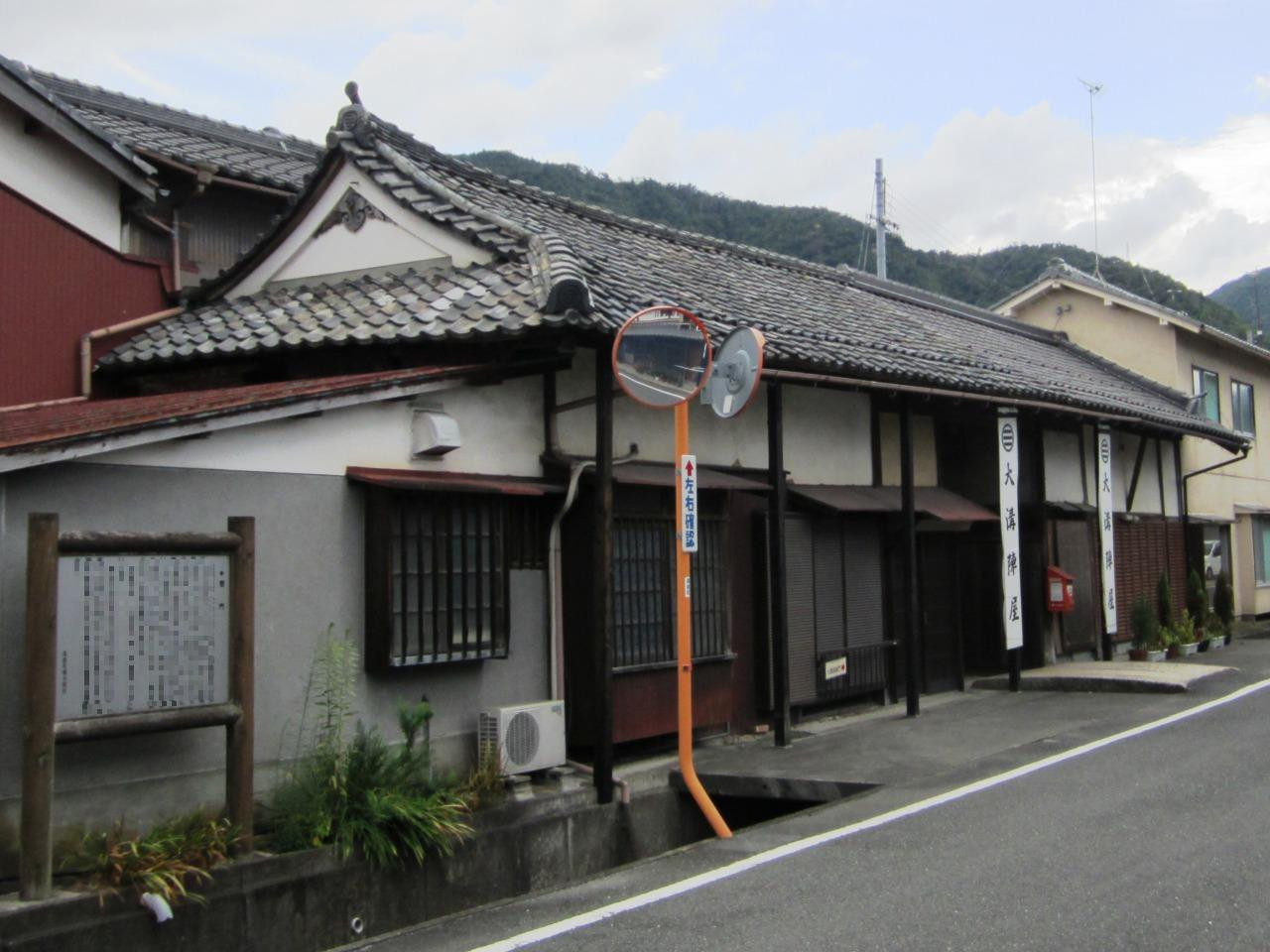
大溝陣屋総門（高島市指定文化財）。

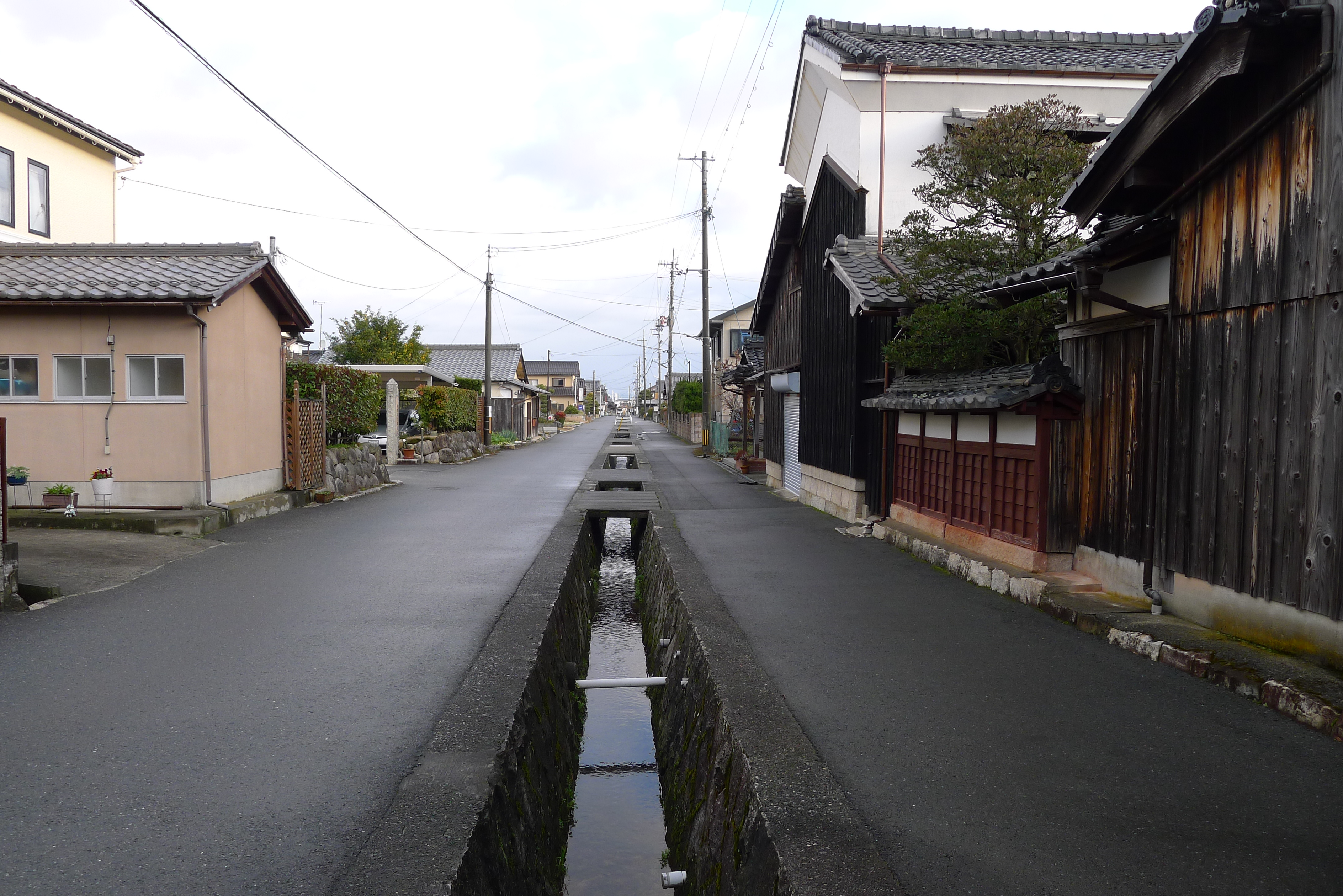
大溝陣屋町の町割り水路

#歴史節の通り、大溝藩分部家は大溝城三の丸跡に陣屋を構え、西側に家臣団45名のの武家屋敷地を整えた。陣屋と武家屋敷地を囲む土塀を巡らせ、総門・西門・南門・北門（不浄門）が設けられた。土塀の内側を「郭内」と称した。
大溝の陣屋町は総門より北に広がっていた。津田信澄以来の城下町を利用・整備した町場である。この大溝町の町割りは21世紀初頭現在も残っており、重要文化的景観「大溝の水辺景観」として指定されている。
大溝陣屋の西方には寺院が配置されている。このうち円光寺（臨済宗東福寺派）は分部家の菩提寺で、伊勢上野から移された寺である。
1878年（明治11年）には、大溝藩庁前庭跡に分部神社が建立された。分部家の功績を称える神社で、分部光嘉から光謙までの13代が祭神とされている。分部家を顕彰する組織として「分部会」が組織されている。

### 野洲郡
野洲郡の領地については、矢島村（現在の守山市矢島町）に存在していた矢島館跡（戦国末期に足利義昭が滞在したことで「矢島御所」とも呼ばれる）を出張陣屋として利用していた。

## 政治

### 藩政機構
藩政機構は多くの小藩とそれほど異なることはなく、家老・用人・奉行・代官などにより中央機関が形成されていたとみられる。家老はおおむね200石以上の者が3人前後就任している。慶安年間には、最大の知行（550石）を給されていた分部与次右衛門が「御家老」を務めており、ほかに沢井八郎右衛門（300石）も「家老役」を務めていた。
高島郡の領地は3地域に分けられ、3人の代官が受け持ったとされる。代官に任じられたのは現米給の下級家臣で、地位や格式、藩政上の発言力は低かったと推測されているが、現地の豪農・名望家に俸給が与えられ代官に任命された事例も見られる。
江戸屋敷は、上屋敷が芝愛宕下に、下屋敷が白金村にあった。このほか、京都に京屋敷を置き、大津に蔵屋敷を構えて役人を配置していた。

### 家臣団
慶安期の家臣団の由緒書（「勢州御普代慶安年中諸士以下由緒書」）によれば、分部家家臣として151名が記録されている。元和5年（1619年）に分部氏が大溝に入封した際、ほとんどの家臣を伊勢から引き連れて来ており、慶安期の上級家臣は伊勢出身であった。また藩政初期には、上級家臣には分部姓を称する者が多くを占めていた。
その後の財政悪化などを背景として、知行を給される上級家臣の数や知行高が削減されるとともに（名目上は知行給であっても、実際には蔵米が「借上げ」として削減されて支給されるようになった）、複雑化する行政事務に対処するために現米給の下級藩士の増員を行っている。

### 大名公役

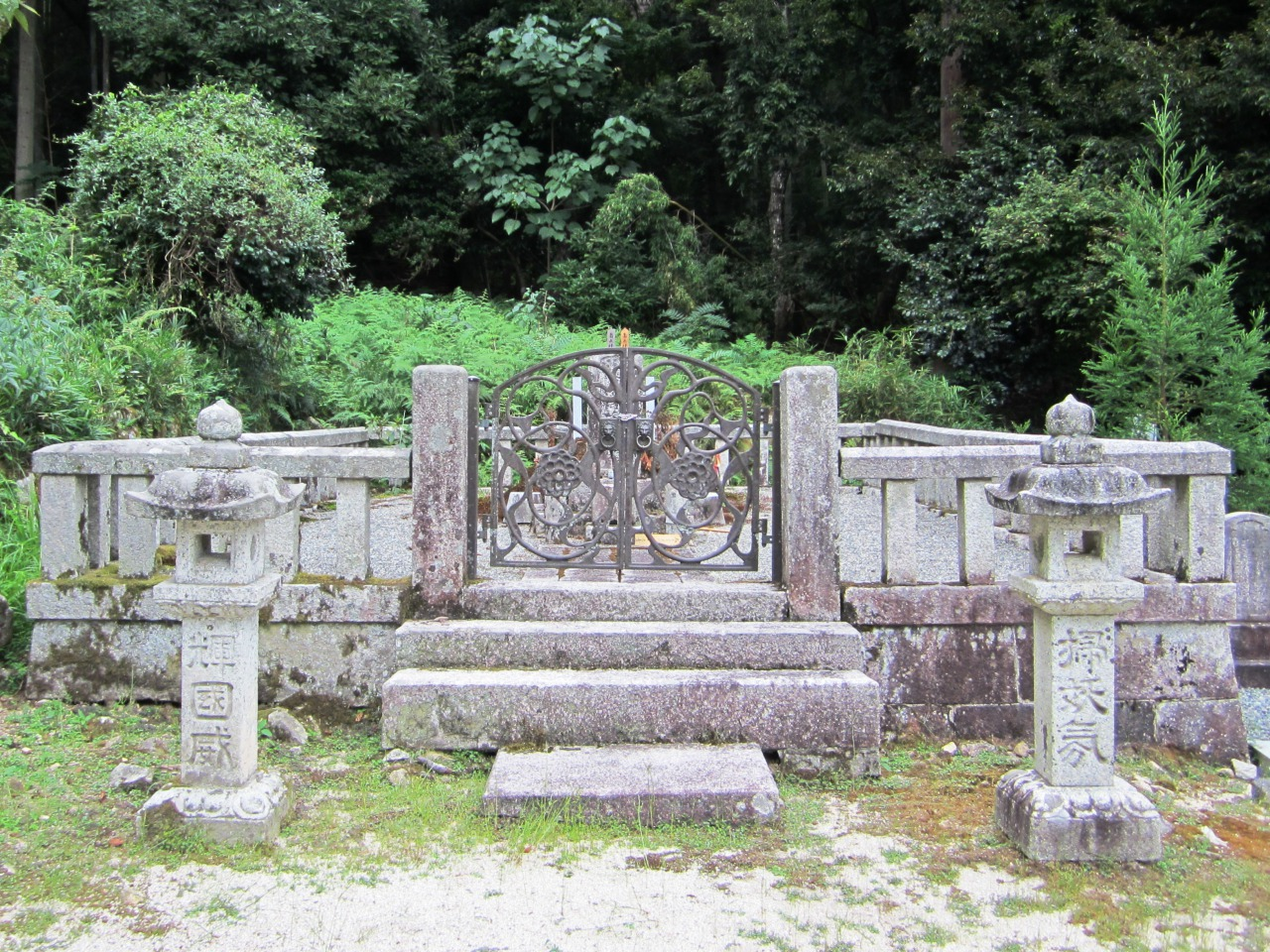
大溝の瑞雪院にある近藤重蔵の墓

大溝藩主は、幕府から公務（公役）として、罪人の預かり、大坂城加番役、朝廷の使節である公卿の接待役、京都火消役、江戸方角火消役、江戸城所門警固役などを命じられている。
大溝藩が預かった人物の中には、第10代藩主・分部光寧のときに預かった近藤重蔵がある。重蔵は蝦夷地探検によって一般に知られ、また書物奉行として文献の編纂・考証に大きな功績を残した人物であるが、息子の近藤富蔵が犯した殺人事件に連座して処分を受け、大溝で生涯を閉じている。
大坂加番は5万石以下の小藩が交代で務める役（定員4名・任期1年）である。石高に応じて人数を動員し、藩主は大坂に居住しなければならなかった。4代藩主分部信政は、約50年の治世において4回大坂加番を命じられた。藩士・藩政機構を大溝・江戸に加えて大坂に分散配置する必要が生じることとなり、幕府からの合力米が支給されるものの財政的な負担は大きかった。

## 文化・産業・人物

### 学問

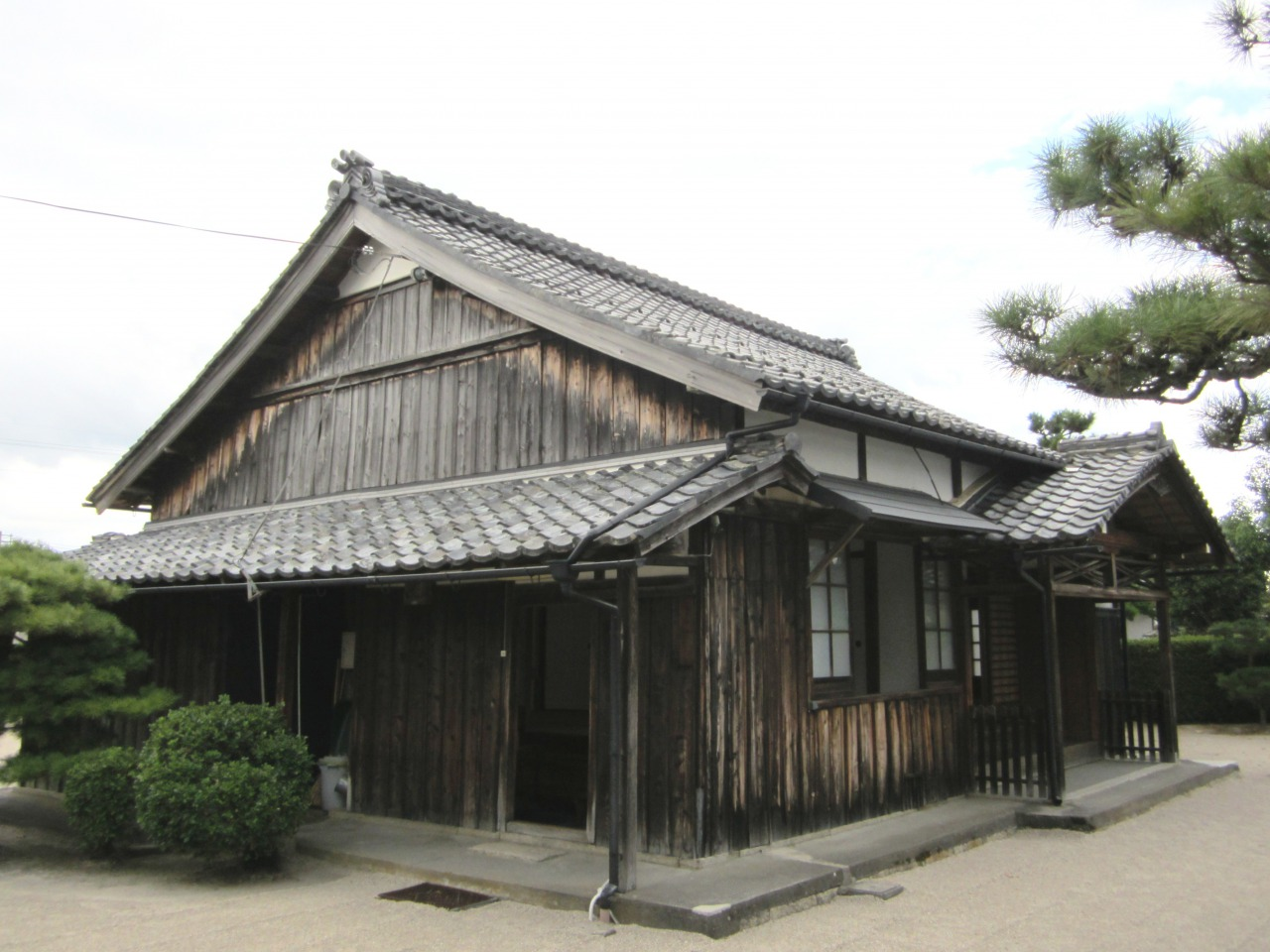
藤樹書院。現在の建物は明治15年（1882年）に再建されたもの。

大溝藩は2万石の小藩ながら「学問の盛んな藩」であったとされる。

#### 中江藤樹と藤樹書院
日本の陽明学派の祖とされ「近江聖人」と尊称される儒学者の中江藤樹は、藩領の小川村（現在の高島市安曇川町上小川）で生まれた。寛永11年（1634年）に帰郷して小川村に私塾を開いて学問を講じ（自宅が手狭になったために、死の半年前に「藤樹書院」が建設される）、慶安元年（1648年）に41歳で没するまで郷里で過ごす。正保3年（1647年）に3代藩主分部嘉治に招かれているが、藤樹の死後に大溝藩から弟子たちは解散を命じられた。陽明学を警戒した江戸幕府が大溝藩を通して解散を命じたとする説があるが、実際に幕府の命令があったかは明確ではない:7。藤樹書院は、中江藤樹の晩年の子である中江常省らによって受け継がれた。
高名な陽明学者である大坂町奉行与力・大塩平八郎（大塩中斎）は、藤樹の旧跡をたどることを念願としており、天保3年（1832年）に初めて藤樹書院を訪れた。以後、藤樹書院に『王陽明全集』を寄贈したり、講義を行ったりするなど、大溝の人々とも親交を結んだ。天保8年（1837年）の大塩平八郎の乱では、小川村の医師志村周次が決起に参加している。大塩の学風に共鳴する者も少なくなかった大溝藩には動揺が走り、大塩の著作が焼却されたり隠匿されたりしたという（分部光貞参照）。

#### 堀川学派の高弟たち
京都の古義堂に学んだ古義学派（堀川学派。伊藤仁斎が祖）の高弟も輩出している。安原霖寰（安原貞平）は藤樹書院で同志と共に夜学会を開いたという人物で、京都に上って古義堂で伊藤東涯に学び、その後帰郷して近隣の子弟に学問を教え、その後信濃国上田藩の藩儒となった。中村鸞渓（中村徳勝）は大溝で霖寰に教えを受けた一人で、のちに京都に上って東涯に学んだ。元文4年（1739年）に6代藩主分部光命に侍講として召し出された。鸞渓は光命・光庸・光実の3代に仕えた。

#### 藩校：修身堂
天明5年（1785年）、8代藩主分部光実は郭内の西門近くに藩校「修身堂」を創設し、中村鸞渓を初代の文芸奉行（藩校の長）に任じた。近江諸藩では最も早い藩校である。鸞渓の死後は、その子の中村守篤が学頭となり、修身堂では古学の教授が行われた。
板倉氏から養子として入った11代藩主分部光貞は、安政年間に川田甕江（川田剛）を賓師の礼をもって招き、藩儒とした。甕江は古賀茶渓・大橋訥庵に就いて朱子学を修めた人物で、修身堂の教育も朱子学派に転じた。甕江は光貞の命を受け『中江藤樹先生年譜』の編纂にもあたっており、藤樹書院で学んだ人物が修身堂の教員になるなど（鸞渓とともに修身堂設立に尽力した磯野義隆など）、両校の間には交流や影響も見られるという。『日本教育史資料』によれば、修身堂では漢学（儒学）のほかに算術科・筆道科・習礼科が設けられ、13歳未満の生徒には手島堵庵の著述を誦読させていた。修身堂は大溝藩の廃藩を受け、明治4年（1871年）6月30日付で廃校となった。

### 産業
大溝湊を擁する大溝城下は湖西地方の商業中心地であった。高島郡出身の商人（高島商人）は全国に展開し、いわゆる「近江商人」の一角を占める。大溝出身の小野新四郎は江戸時代初期に盛岡に進出し、のちの小野組の基礎を築いた。

## 史料・文化財
分部氏に伝わった文書類は、旧藩士の家を中心とした「分部宝物保存会」によって保存され、高島歴史民俗資料館に寄託されている。「大溝藩分部家文書」は高島市指定文化財に指定されている。
円光寺にある藩主一族の墓所は「大溝藩分部家墓所」として滋賀県指定史跡に指定されている。